# 羊角島国際ホテル
羊角島国際ホテル（ヤンガクトこくさいホテル）は、朝鮮民主主義人民共和国（北朝鮮）平壌市中区域柳城洞に位置するホテルである。

## 概要
1989年に建設。大同江の中州である羊角島の北端に建っている。平壌市内のホテルの中では一番新しく、平壌高麗ホテルと並んで平壌で最も高級な宿泊施設で、北朝鮮の格付けでは「特級」であり、羅先の香港資本のエンペラーホテルを除けば同国内でも最高級宿泊施設の一つで、外国人の旅行で多く使われている。一方で、中州（羊角島）にあって都市の賑わいから半ば隔離されるため、外国人旅行者には平壌駅前・蒼光通りにある高麗ホテルの方が好まれやすい。

### 施設
48階建、客室数1001。1963のベッドを備えている。最上階の「回転展望レストラン」からは平壌市内を一望することが出来る。他にも「1号レストラン」、「2号レストラン」、「レインボーレストラン」、朝鮮料理レストラン、平壌冷麺レストラン、中華料理レストラン、喫茶店、カラオケスナック、パーラーと飲食施設は充実している。
宴会場、ビジネスセンター（通信サービス）、テーラー、書店、土産物店、売店、ボウリング場、ビリヤード場、プールなどもある他、地下1階にあるマカオとの合弁施設「平壌羊角島娯楽センター」にはカジノと男性向け性感マッサージ店がある。使用可能通貨はユーロである。宴会場は外交の場でも使用されている。また、DHLの国際宅配便を取り扱っている。
なお、5階は一般使用されておらずエレベータには「5階」のボタンがない。5階は非常に天井が低く、各種宣伝画が掲げられた通路に部屋のドアが並んでいる。その一つの部屋には事務机などがあることが旅行者撮影の動画・静止画でわかる。一部で「盗聴」説も出ているが、他の部屋のドアは開かず推測の域を出ない。

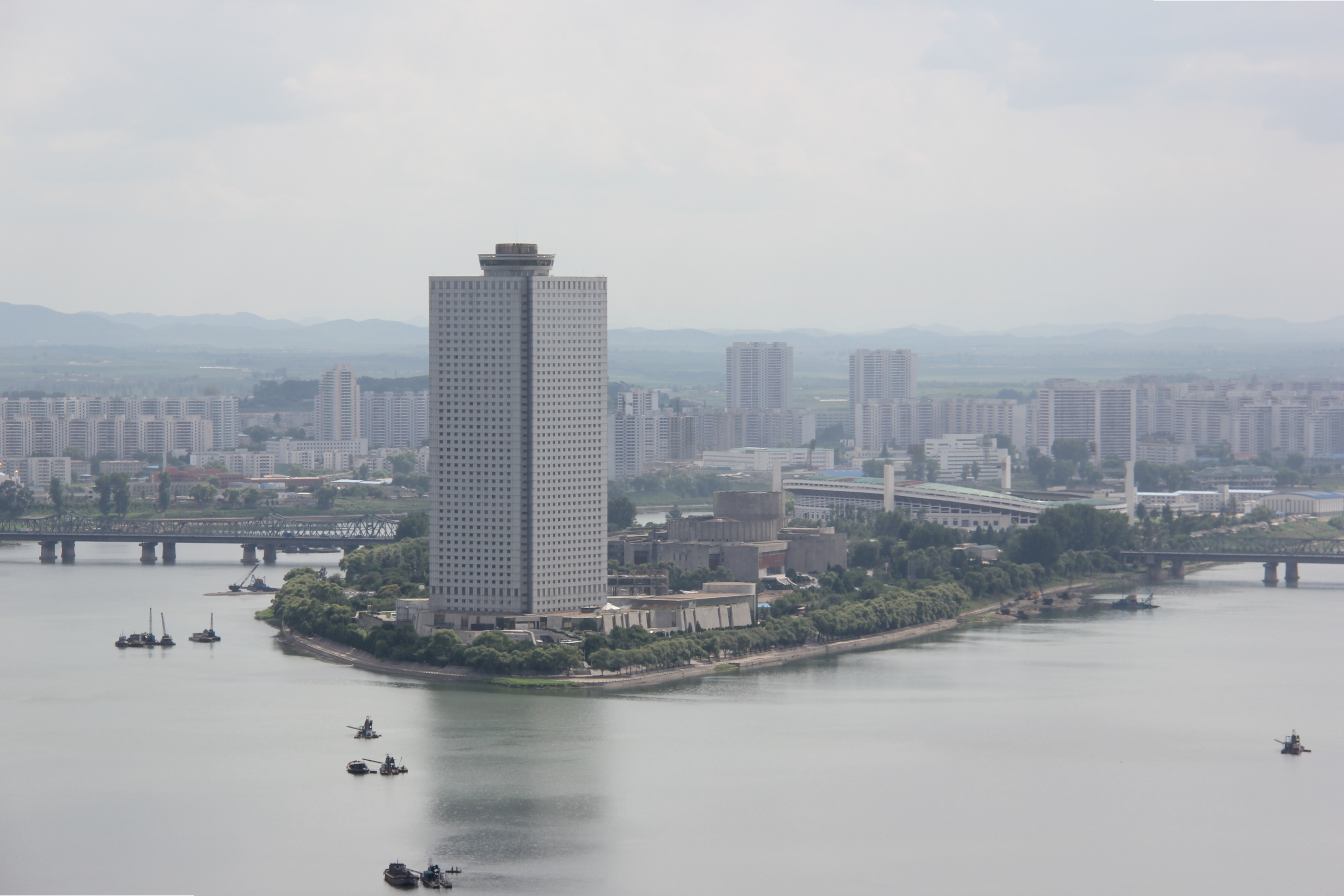
中洲の先端に建つ
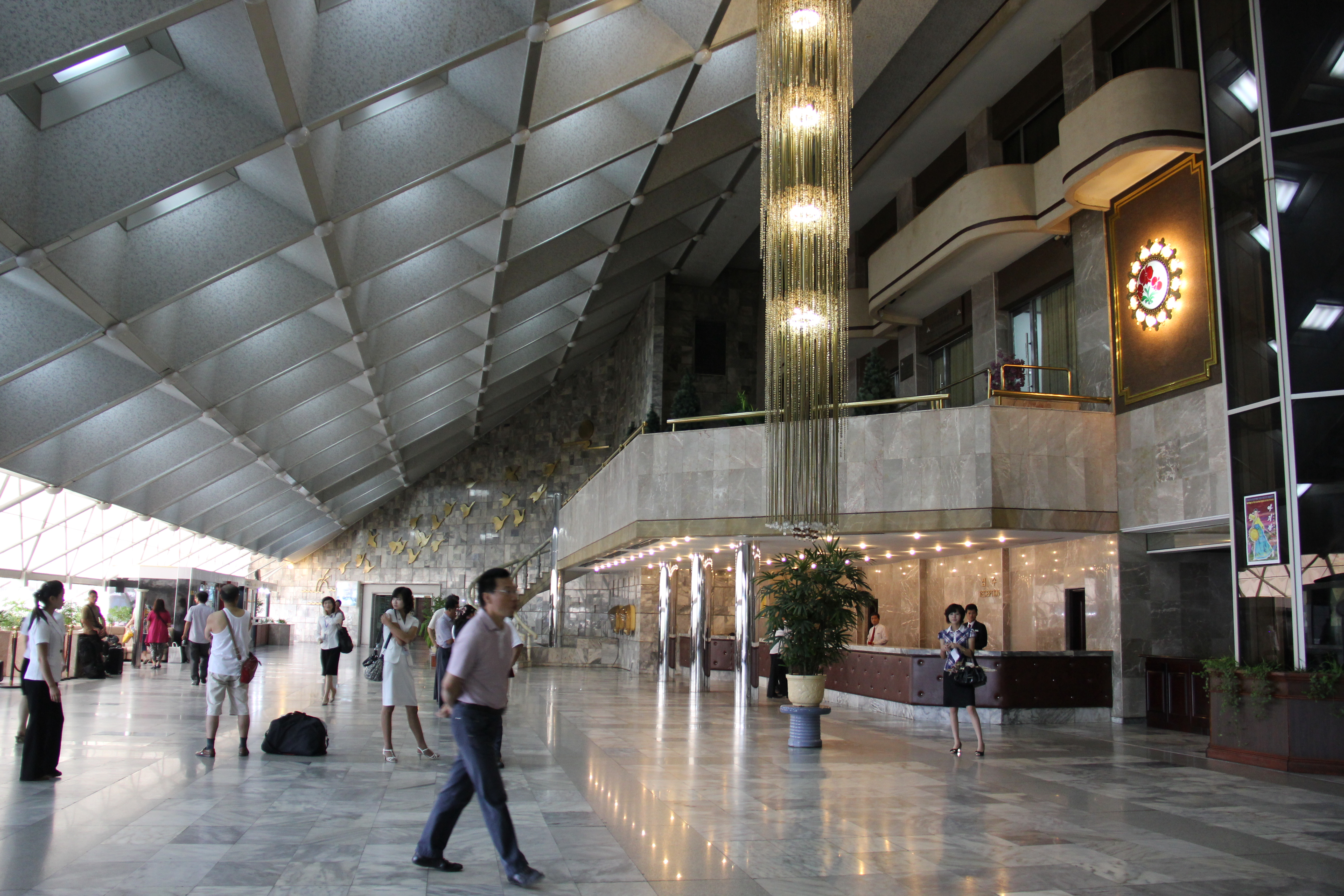
ロビー
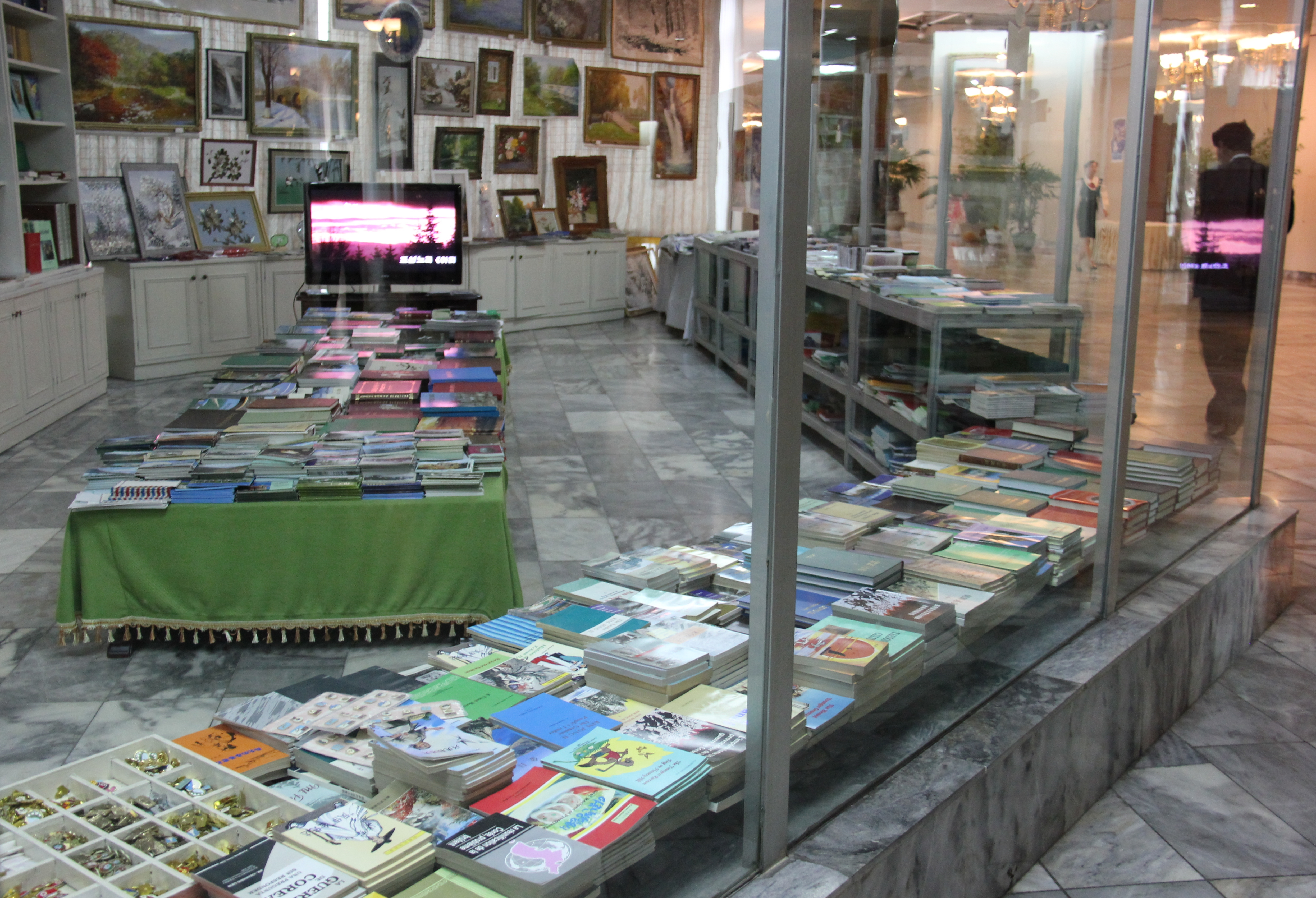
美術品・書籍販売
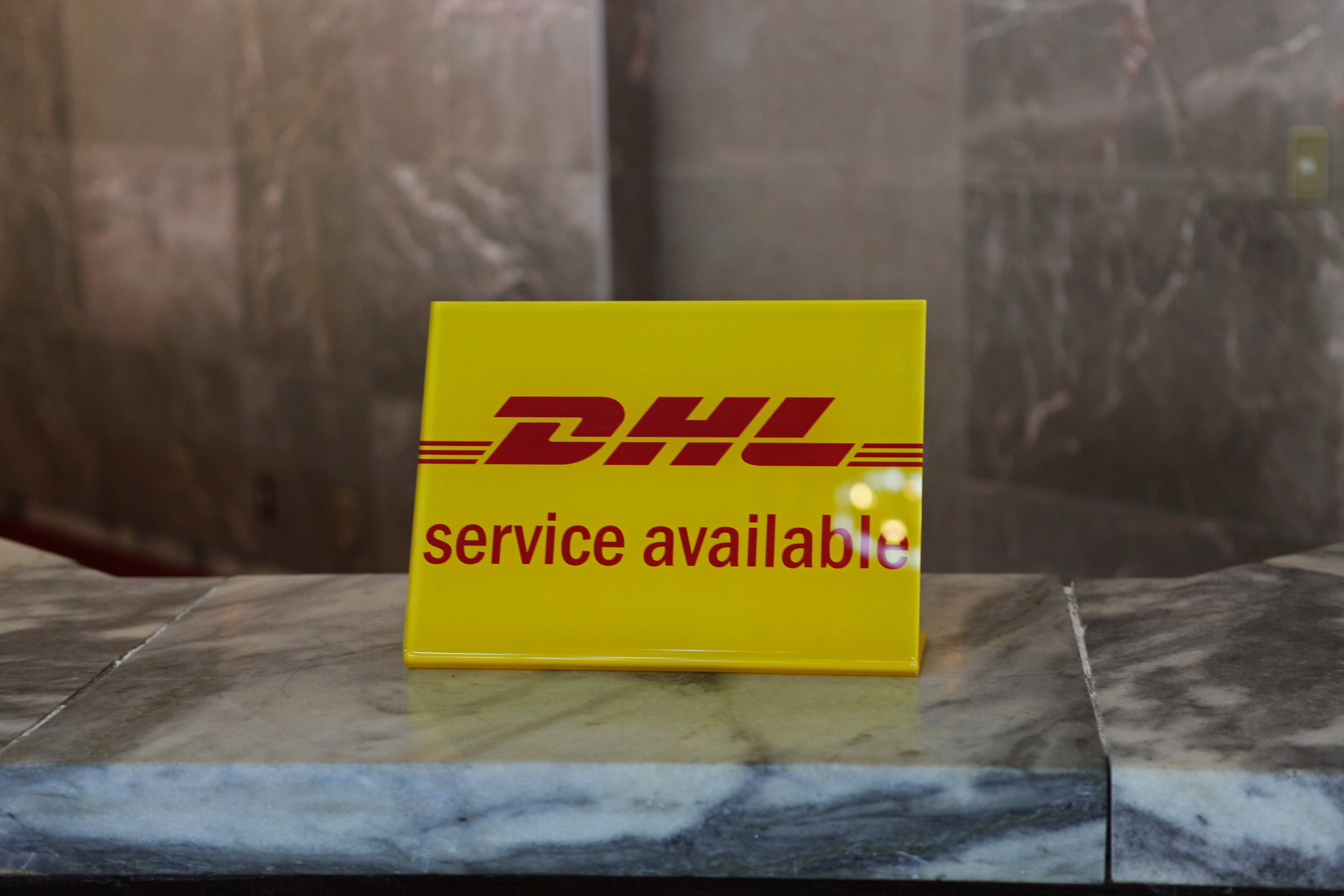
DHL便も取扱
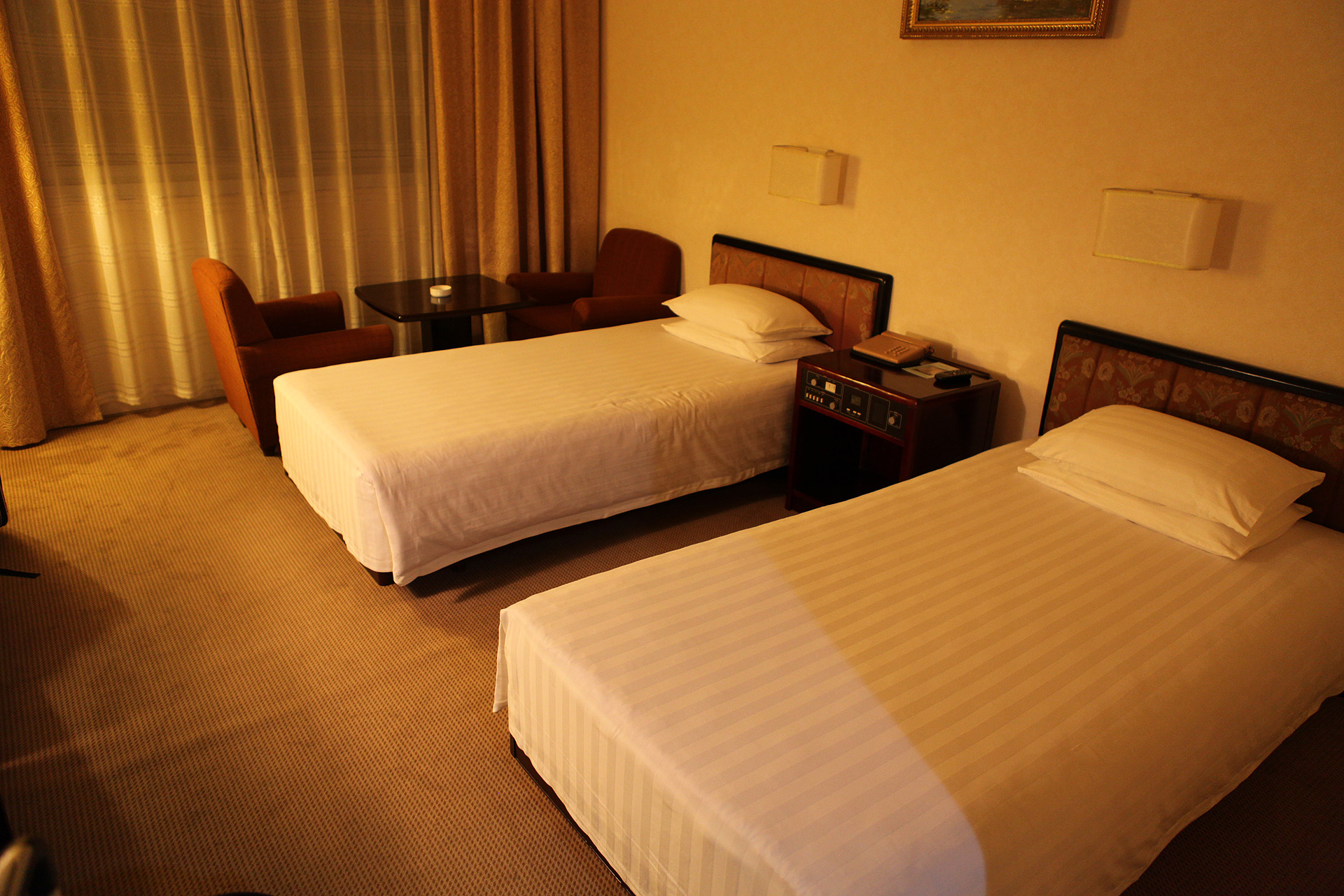
客室
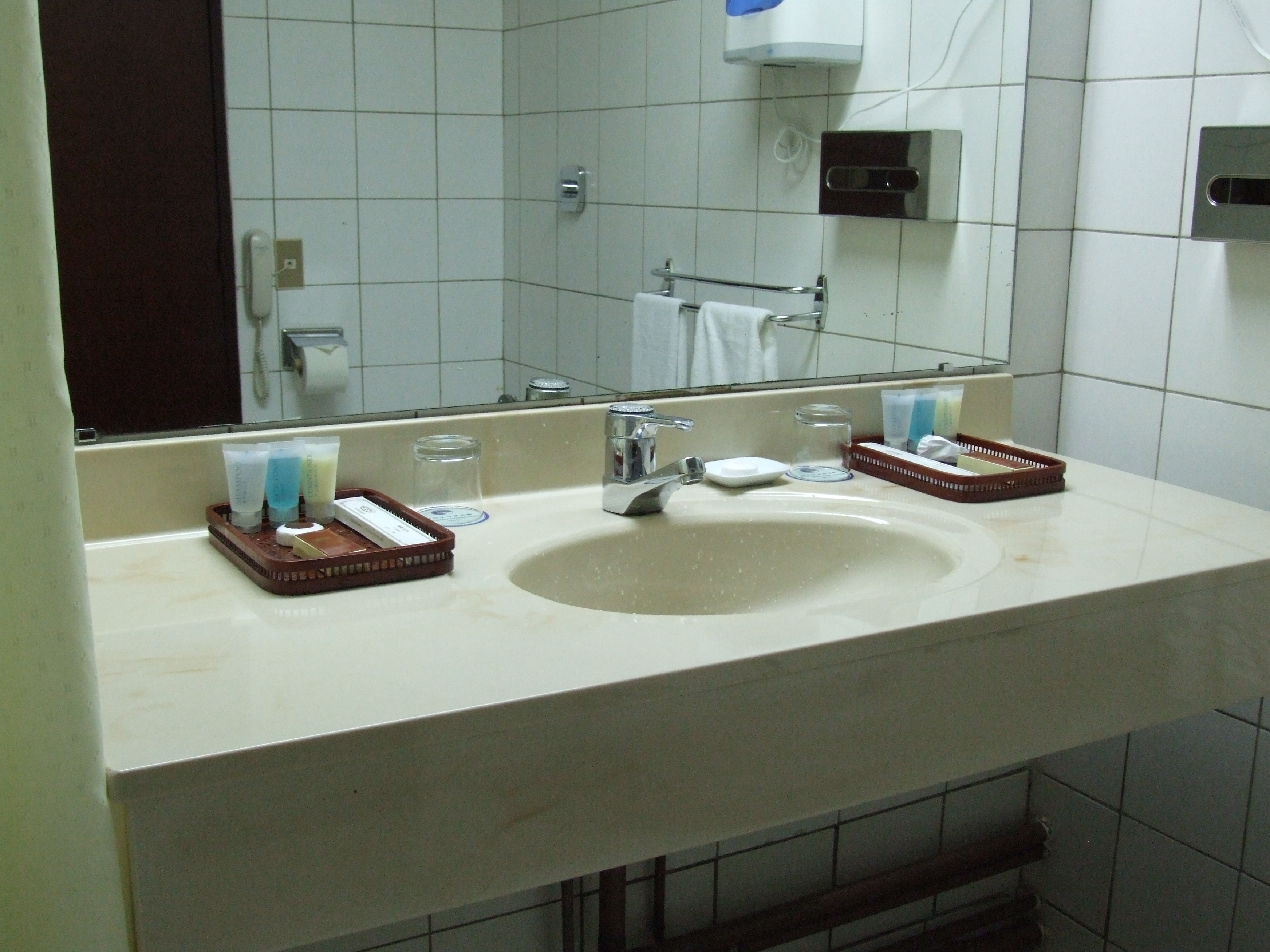
浴室
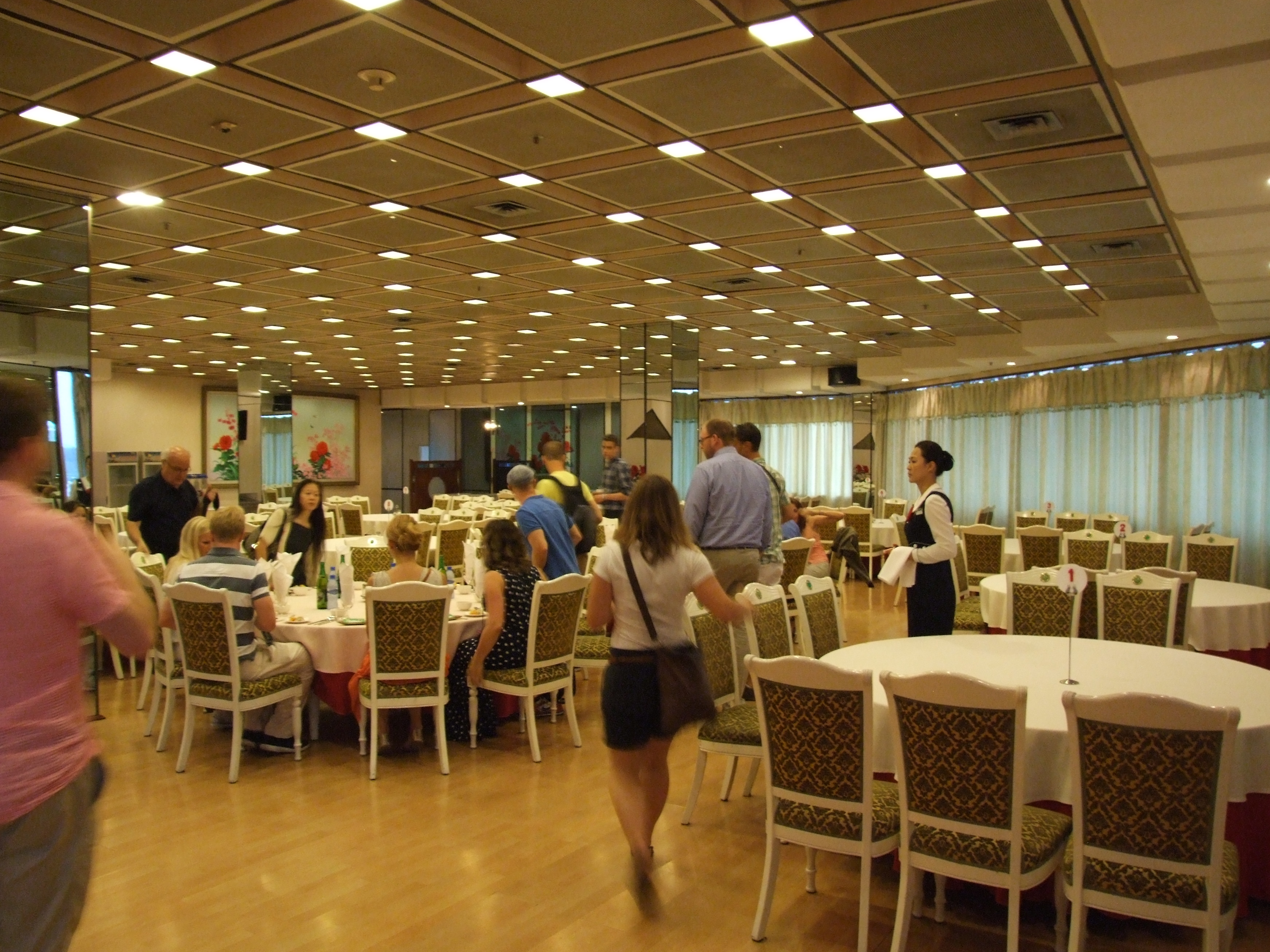
食堂
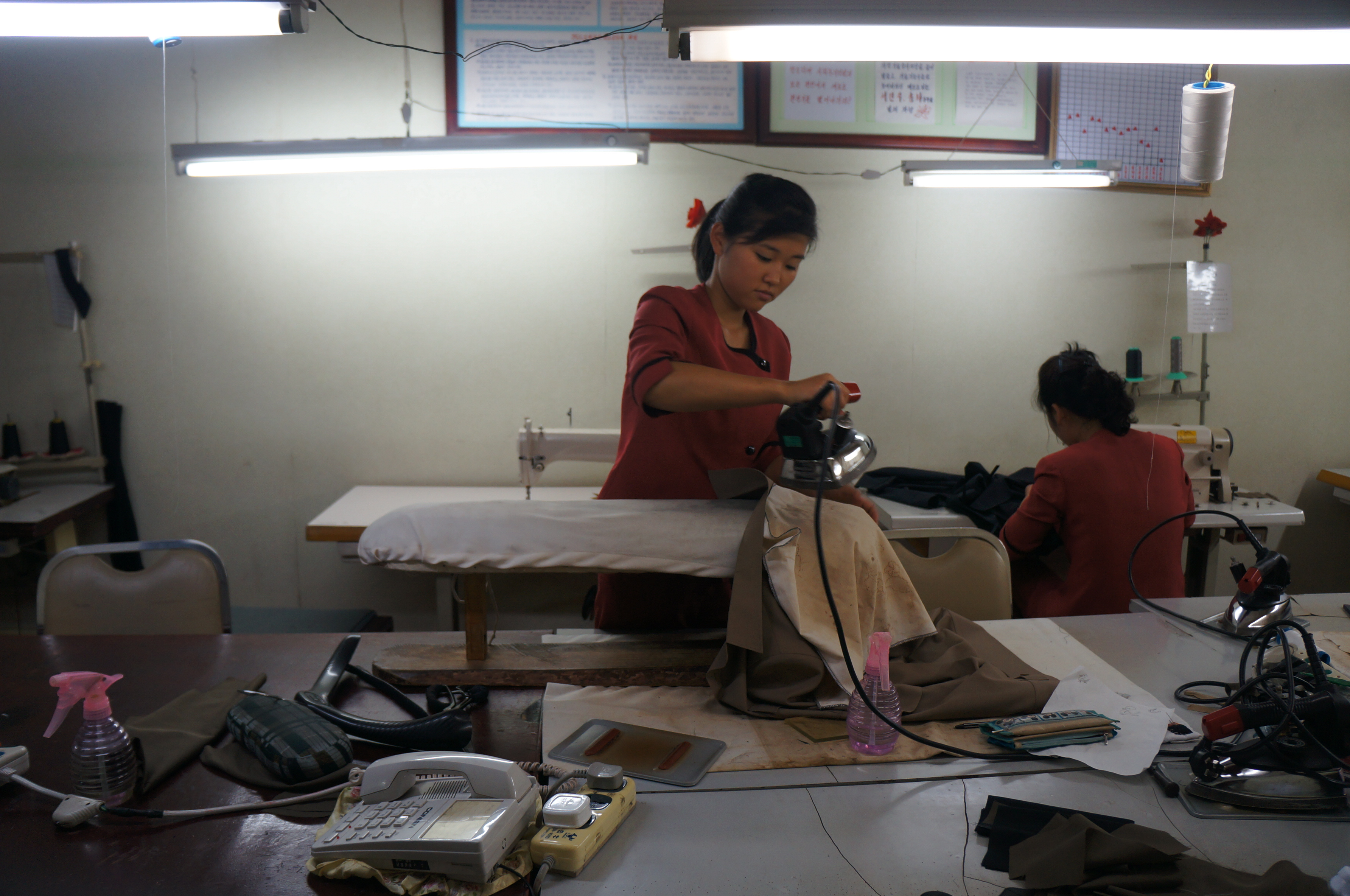
テーラー
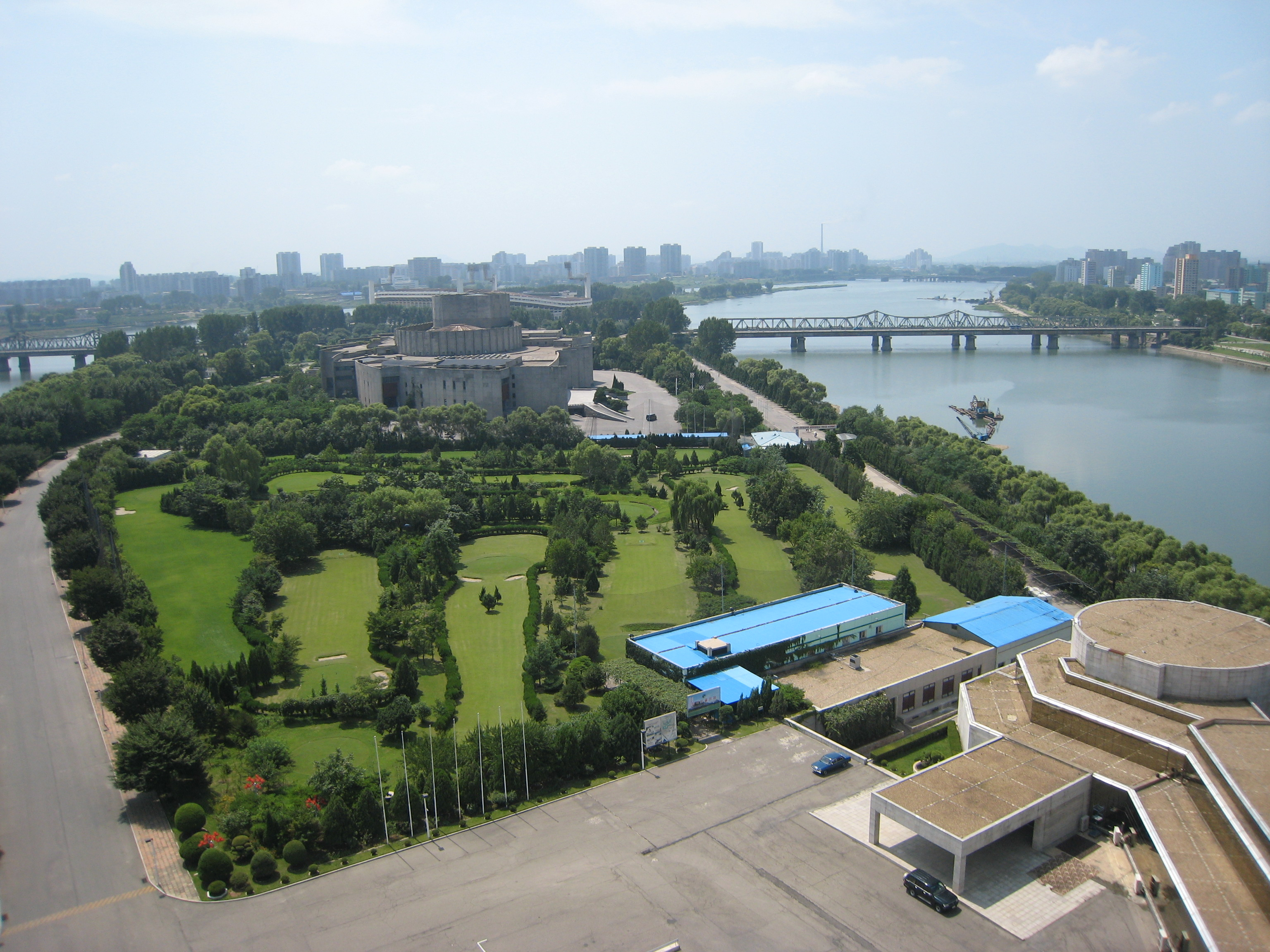
上空からの眺め
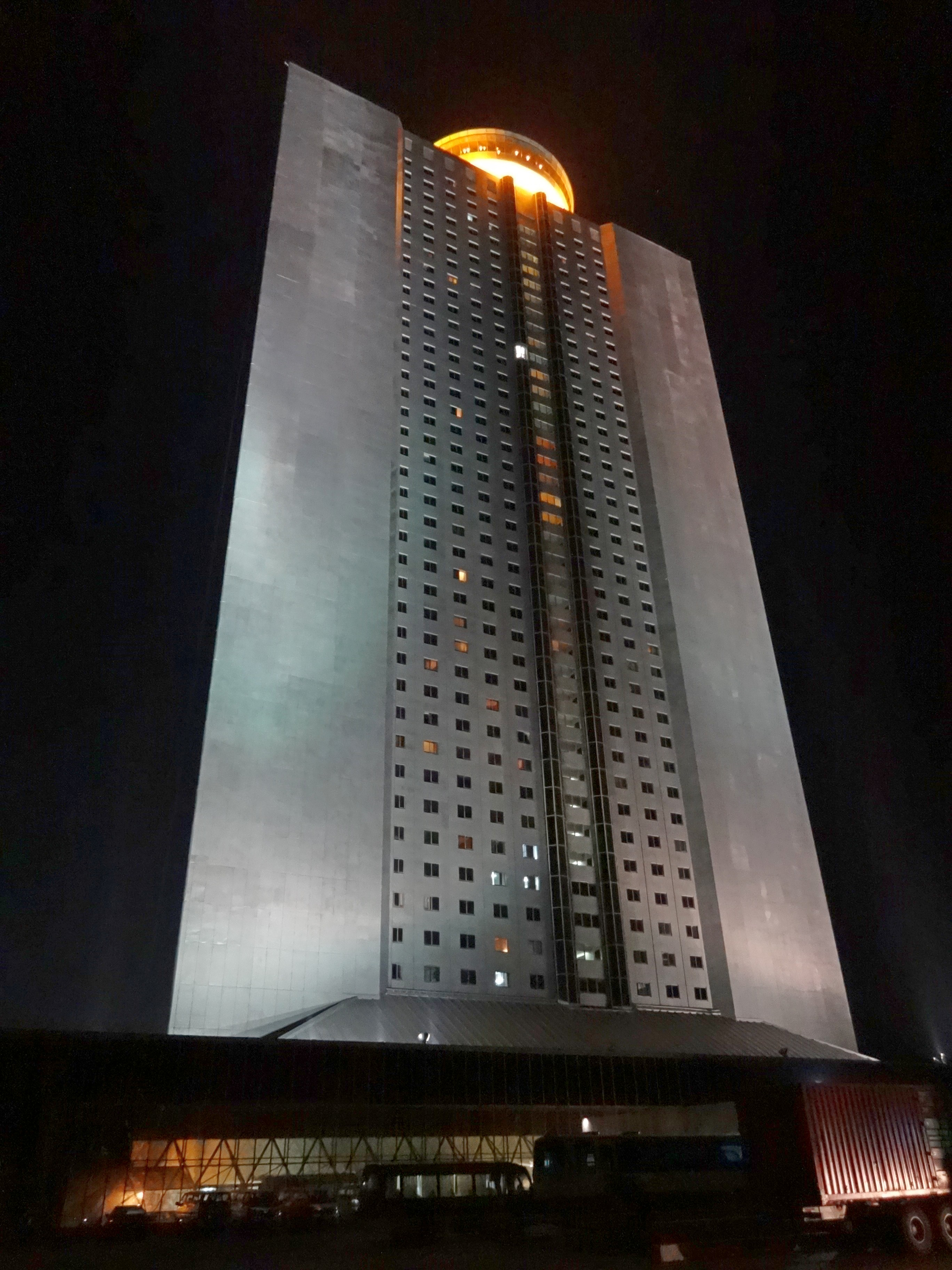
ライトアップ

### 客室サービス
客室のテレビでは中国中央テレビ・鳳凰テレビ・BBC・CNN・NHKなどが視聴できる。

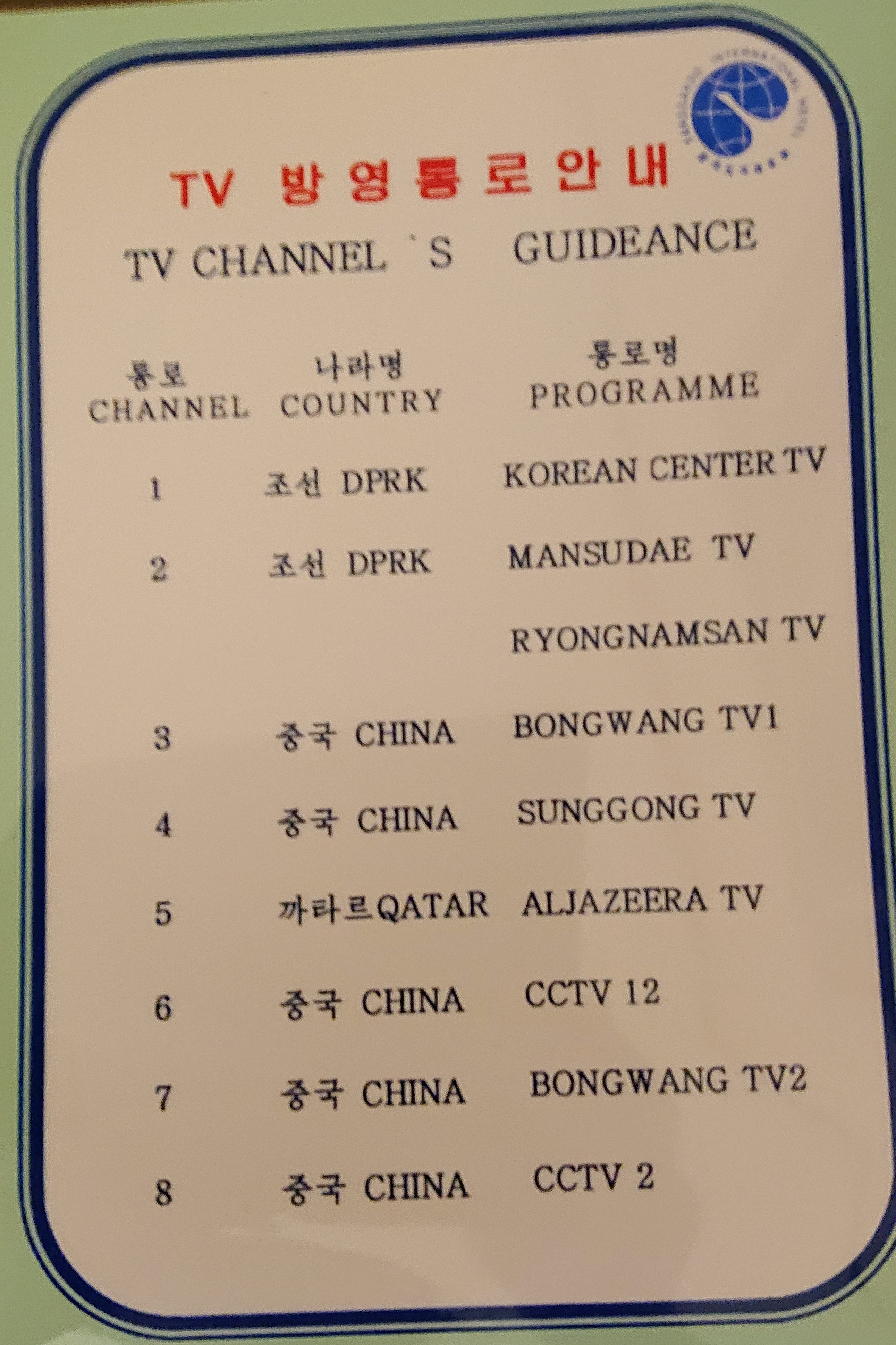
テレビチャンネルガイド

## 利用経験のある主な著名人
- アントニオ猪木（日本のプロレスラー・政治家）[4]
- 鈴木邦男（日本の作家）[5]
- デヴィ・スカルノ（インドネシア初代大統領スカルノ第3夫人）[5]
- 南野知恵子（日本の政治家）[5]
- サッカー日本代表
- 西村博之(5ちゃんねる創設者)
- オットー・ワームビア

## 周辺施設
- 平壌国際映画会館 - 平壌国際映画祭の主会場
- 羊角島競技場